# ورزشگاه جدید کاستلین
ورزشگاه جدید کاستلین (به اسپانیایی: Nou Estadi Castalia) با ظرفیت ۱۸٬۰۰۰ نفر یکی از ورزشگاه‌های فوتبال کشور اسپانیا است که در شهر کاستلین ایالت والنسیا واقع شده‌است. این ورزشگاه در سال ۱۹۸۷ بازگشایی شد و در حال حاضر بازی‌های خانگی باشگاه فوتبال سی‌دی کاستلین در آن برگزار می‌گردد.